# Bâtiment de l'Institut archéologique allemand d'Athènes
Le bâtiment de l'Institut archéologique allemand d'Athènes (grec moderne : κτίριο Γερμανικού Αρχαιολογικού Ινστιτούτου Αθηνών) est un palais situé dans le centre-ville d'Athènes, en Grèce.

## Emplacement
L'édifice est situé au croisement des rues Chariláou Trikoúpi (grec moderne : Οδός Χαριλάου Τρικούπη) et Fidíou (grec moderne : Οδός Φειδίου), dans le centre-ville d'Athènes.

## Histoire et description
Construit entre 1887 et 1897, selon des plans établis par Ernst Ziller, ce palais de quatre étages et d'architecture néo-classique accueille, depuis sa construction, l'Institut archéologique allemand d'Athènes.